# Peter Bourke
Peter Bourke (* 23. April 1958) ist ein ehemaliger australischer Mittelstreckenläufer.
Über 800 Meter siegte er bei den Commonwealth Games 1982 in Brisbane und schied bei den Weltmeisterschaften 1983 in Helsinki im Vorlauf aus.
Über 1500 Meter wurde er bei den Commonwealth Games 1986 in Edinburgh Fünfter und erreichte bei den Weltmeisterschaften 1987 in Rom das Halbfinale.
1980, 1982 und 1984 wurde er Australischer Meister über 800 Meter.

## Bestzeiten
- 800 m: 1:44,78 min, 20. März 1982, Brisbane
- 1000 m: 2:19,52 min, 22. August 1987, London
- 1500 m: 3:36,17 min, 13. August 1987, Koblenz
- 1 Meile: 3:57,53 min, 11. Juli 1986, London